# Ellenállási jog
Az ellenállási jog (latinul: ius resistendi) feudális jogintézmény, mely a király és a nemesség közötti hatalommegosztást és hatalmi egyensúlyt szolgálta.

## Magyarország
Magyarországon az Aranybulla 31. cikkelyébe belefoglalt joga a nemességnek, hogy ellenállást szervezzen a király ellen, ha az hűtlenné válik a néphez.
Hogyha pedig mi, vagy utódaink valamelyike bármikor ezen rendeletünk ellen véteni akarnánk, álljon szabadságukban ezen levél erejénél fogva, minden hűtlenségi vétek nélkül, mind a püspököknek, mind más uraknak, s az ország nemeseinek, öszvesen és egyenként, jelenleg és a jövőben nekünk és utódainknak ellenállani, s ellenmondani örökre.
Az 1687. november 17-én és november 10-én a pozsonyi országgyűlésen a rendek lemondtak erről a jogról, valamint a szabad királyválasztás jogáról. Többek között ez is egyik oka volt annak, hogy az osztrákok és a szabadságharcot támogató szövetséges nagyhatalmak között 1705. október 27-én megindult béketárgyalások nem jártak sikerrel. A kurucok (Bercsényi vezetésével) ragaszkodtak az ellenállási jog visszaállításához, ámde ebbe a bécsi udvar, hacsak törvényesíteni nem akarta a forradalmakat, nem mehetett bele.

## Lengyelország
Lengyelországban később alakult ki az intézmény, mint Magyarországon, és a I. (Nagy) Lajos király által kiadott kassai privilégiumra vezethető vissza a megjelenése.
A fegyveres ellenállás, azaz a konföderáció indításának joga jelentős hatalmat adott a nemesség kezébe együtt a királyválasztás jogával, melynek során a leendő uralkodót szerződéssel jelentős engedményekre tudták kötelezni. A lengyelek ezt nevezték a nemesi aranyszabadság rendszerének, amit az ország ellenségei végül arra használtak fel, hogy megosszák, anarchiába süllyesszék a nemzetet.